# (6191) Eades
(6191) Eades (1989 WN1) – planetoida z grupy pasa głównego planetoid okrążająca Słońce w ciągu 5,18 lat w średniej odległości 2,99 au. Odkryta 22 listopada 1989 roku.